# Không lực Một (phim)
Không lực Một (tên tiếng Anh: Air Force One), hay còn được biết tới ở Việt Nam dưới tên Tổng thống và Không tặc, là một bộ phim hành động của Hoa Kỳ được sản xuất và phát hành năm 1997.

## Nội dung
Sau khi Liên bang Xô Viết sụp đổ, Tướng Ivan Radek (Jürgen Prochnow) trở thành nhà độc tài ở Kazakhstan. Hắn giữ nhiều vũ khí hạt nhân, âm mưu lật đổ Chính phủ Nga do Tổng thống Stolicha Petrov lãnh đạo, gây căng thẳng trên toàn thế giới. Để ngăn chặn Radek, một nhóm đặc nhiệm Mỹ đã tiến hành đột kích dinh Tổng thống Kazakhstan, bắt Radek về Moskva xét xử.
Tổng thống Mỹ James Marshall (Harrison Ford), đồng thời cũng là một cựu chiến binh trong Chiến tranh Việt Nam đã từng nhận được Huân chương Danh dự, trong chuyến thăm Nga đã ngỏ lời cảm ơn sự giúp đỡ của Nga trong vụ bắt giữ Radek. Tuy nhiên ông không ngờ một nhóm 6 tên không tặc do Egor Korshunov (Gary Oldman) cầm đầu đã trà trộn lên chuyên cơ Air Force One để bắt cóc ông nhằm gây áp lực lên chính phủ Mỹ và yêu cầu thả tên độc tài Radek, chúng đột nhập lên máy bay bằng cách cải trang thành các nhà báo.
Sau khi máy bay cất cánh, Gibbs - nhân viên của Cơ quan Mật vụ Hoa Kỳ, đồng thời cũng là tay trong của bọn không tặc - bắn chết 3 mật vụ rồi bí mật mở mã khóa tủ vũ khí và ném lựu đạn khói, ra hiệu cho Korshunov và đồng bọn của hắn lấy vũ khí. Sau khi vũ trang đầy đủ, bọn không tặc bắt đầu tấn công máy bay, giết chết nhiều mật vụ và bắt giữ những người còn lại làm con tin, bao gồm cả Đệ Nhất Phu nhân Grace và Alice, con gái của Tổng thống Marshall. Marshall được hai mật vụ đưa đến khoang thoát hiểm trong khoang hàng trong khi bị đám đồng bọn của Korshunov truy đuổi, nhưng chúng đã chậm chân vì chiếc khoang thoát hiểm đã được phóng ra ngay khi chúng đến. Khi máy bay chuẩn bị hạ cánh khẩn cấp xuống Căn cứ Không quân Ramstein ở Đức, một phi đội tiêm kích F-15 được điều lên để hộ tống cho chiếc chuyên cơ, nhưng Korshunov lại không muốn máy bay hạ cánh vì nếu hạ cánh, mọi kế hoạch của chúng sẽ đổ bể, Korshunov quyết không để điều đó xảy ra. Hắn và 1 tên đồng bọn xông đến cửa buồng lái, dùng thuốc nổ để phá cửa vì cửa bị khóa trái. Sau khi vào được bên trong buồng lái, Korshunov bắt cơ trưởng và cơ phó cho máy bay cất cánh trở lại, nhưng vì hai viên phi công quyết không nghe nên hắn đã thẳng tay hạ sát họ. Sau đó, tên đồng bọn của Korshunov đã tự mình điều khiển chiếc Air Force One, cho nó cất cánh trở lại trước sự ngỡ ngàng của lực lượng an ninh và quân đội bên dưới căn cứ. Korshunov có ý định đưa chiếc chuyên cơ đến một căn cứ không quân ở Kazakhstan, nơi có chỉ huy cũng là một người trung thành với Tướng Radek. Vậy là từ lúc này chiếc chuyên cơ đã bị bọn không tặc chiếm gọn.
Korshunov và đồng bọn của hắn đã có trong tay những con tin mà không hề hay biết rằng Marshall vẫn ẩn mình trong khoang hàng thay vì lên khoang thoát hiểm, và ông lén lút theo dõi bọn không tặc. Ông đã âm thầm giết chết hai tên tay sai của Korshunov và sử dụng điện thoại vệ tinh để liên lạc với Phó Tổng thống Kathryn Bennett và các nhân viên của bà, cho họ biết rằng ông vẫn còn sống và vẫn đang ở trên máy bay. Sau đó, Korshunov liên lạc với Bennett và yêu cầu thả Radek, hắn đe dọa sẽ giết một con tin cứ sau mỗi 30 phút cho đến khi nào Radek được phóng thích. Marshall và các cố vấn quân sự nghĩ ra một kế hoạch đánh lạc hướng Korshunov bằng cách đưa chiếc chuyên cơ xuống độ cao thấp hơn để tiếp nhiên liệu trên không, nhằm câu giờ để các con tin nhảy dù xuống khỏi máy bay một cách an toàn. Khi một máy bay tiếp dầu KC-10 Extender bay đến, Marshall bắt sống một tên thuộc hạ của Korshunov và đưa các con tin đến kho hàng và giúp họ nhảy dù thoát khỏi máy bay. Nhưng Korshunov đã phát hiện ra cửa khoang hàng đã được mở ra, hắn biết rằng mình đã bị đánh lừa nên đã cho chiếc Air Force One tách ra khi vẫn chưa tiếp xong nhiên liệu, khiến nhiên liệu bốc cháy và chiếc KC-10 bị phá hủy; sóng xung kích của vụ nổ làm chiếc chuyên cơ bị chấn động mạnh, khiến cho một số người bị hất văng ra khỏi máy bay khi chưa kịp đeo dù.
Khi khống chế được Marshall và gia đình của ông, Korshunov chửi rủa Tổng thống dữ dội (để trả thù vì Marshall đã giết hết người của hắn) và buộc ông phải liên lạc với Tổng thống Nga Petrov, yêu cầu phóng thích Radek. Bennett được Bộ trưởng Bộ Quốc phòng Walter Dean thúc giục rằng Tổng thống không có khả năng theo Tu chính án thứ 25, do đó đã chấp thuận việc thả Radek, nhưng bà từ chối ký tên. Trong khi Korshunov và đồng bọn của hắn đang ăn mừng tin Radek được phóng thích, Marshall nhân cơ hội đó liền ra tay giết chết Korshunov và những tay sai còn lại của hắn. Marshall sau đó ra lệnh hủy bỏ việc thả Radek, sau đó tên độc tài đã bị lính Nga bắn chết khi đang cố gắng trốn thoát.
Marshall và Thiếu tá Joe Caldwell hướng chiếc máy bay quay trở lại không phận NATO, những chiếc F-15 thuộc Phi đội Halo cũng bay đến để hộ tống, nhưng 1 lát sau chiếc Air Force One bị bám đuôi bởi 6 chiếc tiêm kích MiG-29 xuất phát từ Căn cứ Không quân Aktyubinsk ở Kazakhstan, chúng đã bắn hỏng 1 động cơ của Air Force One. Trong khi đang tấn công chiếc chuyên cơ, 2 chiếc MiG-29 đã bị các tên lửa không-đối-không AIM-120 AMRAAM do Phi đội Halo khai hỏa bắn hạ. Cả Phi đội Halo tiến vào quần nhau với những chiếc MiG-29 để bảo vệ Air Force One, nhưng rồi 1 chiếc MiG bất ngờ vòng ra sau đuôi chiếc chuyên cơ và phóng tên lửa về phía nó, 1 phi công F-15 đã hi sinh thân mình để chặn quả tên lửa; kết quả là những mảnh vỡ của chiếc F-15 văng ra từ vụ nổ làm hỏng phần đuôi của Air Force One. Khi chiếc MiG-29 thứ 3 bị tiêu diệt, 3 chiếc MiG còn lại đã quay đầu rút lui. Một chiếc HC-130 của Lực lượng Cứu hộ USAF dự phòng với tên định danh "Liberty 24" được điều đến để trợ giúp, đưa những người lính dù qua sợi dây cáp nối giữa chiếc HC-130 với chiếc Air Force One để giải cứu những người sống sót. Marshall nói rằng gia đình của ông và Shepherd đang bị thương phải được đưa qua trước. Khi chỉ còn thời gian để chuyển 1 người nữa, Gibbs tiết lộ mình là kẻ phản bội, giết chết Thiếu tá Caldwell và người lính dù còn lại. Marshall và Gibbs vật lộn với nhau để giành chuyến chở người còn lại; Marshall nắm lấy dây cáp và tách nó ra khỏi chiếc Air Force One vào giây phút cuối cùng. Khi các lính dù HC-130 đưa được Marshall lên máy bay an toàn, chiếc Air Force One hết nhiên liệu đã lao xuống Biển Caspi, giết chết Gibbs. Sau khi thành công cứu được Marshall và gia đình ông, chiếc HC-130 được trao tên định danh là "Air Force One" và bay về không phận NATO cùng Phi đội Halo.

## Diễn viên
- Harrison Ford vai Tổng thống Hoa Kỳ James Marshall.
- Gary Oldman vai Egor Korshunov, kẻ cầm đầu nhóm không tặc.
- Glenn Close vai Phó Tổng thống Kathryn Bennett.
- Wendy Crewson vai Đệ Nhất Phu nhân Hoa Kỳ Grace Marshall.
- Liesel Matthews vai Alice Marshall, con gái Tổng thống, Đệ Nhất Thiên kim Hoa Kỳ.
- Paul Guilfoyle vai Chánh văn phòng Nhà Trắng Lloyd "Shep" Shepherd.
- Xander Berkeley vai nhân viên Cơ quan Mật vụ Hoa Kỳ Gibbs.
- William H. Macy vai Thiếu tá Joe Caldwell.
- Dean Stockwell vai Bộ trưởng Bộ Quốc phòng Hoa Kỳ Walter Dean.
- Tom Everett vai Cố vấn An ninh Quốc gia Hoa Kỳ Jack Doherty.
- Donna Bullock vai Phó thư ký báo chí Melanie Mitchell.
- Messiri Freeman vai nhân viên trực máy fax ở Nhà Trắng.
- Alan Woolf vai Tổng thống Nga Stolicha Petrov.
- Jürgen Prochnow vai Tướng Ivan Radek.